# Поляков, Виктор Антонович
Виктор Антонович Поляков (17 января 1943, Бутурлиновка — 25 сентября 2018, Москва) — российский учёный в области пищевых биотехнологий, академик РАСХН (2007—2013), академик Российской академии наук (2013).

## Биография
Родился 17 января 1943 в г. Бутурлиновка Воронежской области. Окончил Московский технологический институт пищевой промышленности (1965).
- 1968—1972 — старший научный сотрудник, с 1969 заведующий сектором ВНИИ пивобезалкогольной промышленности.
- 1972—1977 — старший преподаватель, доцент Московского технологического института пищевой промышленности.
- 1977—1996 — заместитель генерального директора НПО напитков и минеральных вод.

С 1996 г. директор ФГБНУ «Всероссийский НИИ пищевой биотехнологии» — филиал Федерального исследовательского центра питания, биотехнологии и безопасности пищи (ФГБУН «ФИЦ питания и биотехнологии»).
Кандидат биологических наук, доктор технических наук (2003), профессор (1999), академик РАСХН (2007), академик РАН (2013).
Участвовал в создании новых технологий получения высокоферментативных солодов для пивоварения; производства спирта, пищевых и кормовых добавок, комплексной безотходной технологии переработки зерна на спирт и кормовые продукты.
Умер в 2018 году. Похоронен на Троекуровском кладбище.

## Награды, премии, почётные звания
Лауреат премии Правительства Российской Федерации в области науки и техники (2001).

## Научные труды
Опубликовал более 200 научных трудов, в том числе свыше 20 книг и брошюр. Получил около 100 патентов на изобретения.
Публикации:
- Состояние и перспективы развития биотехнологических процессов в пищевой промышленности. — М.: Пищепромиздат, 2001. — 240 с.
- Биотехнология переработки зернового сырья в производстве солода, пива, алкогольных и безалкогольных напитков. — М.: Пищепромиздат, 2002. — 173 с.
- Микробные биокатализаторы и перспективы развития ферментных технологий в перерабатывающих отраслях АПК. — М.: Пищепромиздат, 2004. — 320 с.
- Прогрессивные технологические линии и современное оборудование ликероводочного производства: справ.-кат. / Всерос. НИИ пищ. биотехнологии. — М., 2006. — 178 с.
- Пряно-ароматические и лекарственные растения в производстве алкогольных напитков: моногр. / соавт.: Р. В. Кунакова и др.; Всерос. НИИ пищ. биотехнологии и др. — М., 2008. — 377 с.
- Производство водок и ликероводочных изделий: учеб. пособие / соавт.: И. И. Бурачевский и др. — М.: ДеЛи принт, 2009. — 323 с.
- Плодово-ягодное и растительное сырье в производстве напитков / соавт.: И. И. Бурачевский и др. — М.: ДеЛи плюс, 2011. — 522 с.